# Drasteria saisani
Drasteria saisani is een vlinder uit de familie van de spinneruilen (Erebidae). De wetenschappelijke naam van de soort is voor het eerst geldig gepubliceerd in 1882 door Staudinger.
Deze nachtvlinder komt voor in Europa.